# Brunpannad parakit
Brunpannad parakit (Pyrrhura frontalis) är en fågel i familjen västpapegojor inom ordningen papegojfåglar.

## Utseende
Brunpannad parakit är en rätt liten parakit med en lång och spetsig stjärt. Fjäderdräkten är övervägande grön, med rostbrunt i pannan, rödbrunt på buk och undre stjärttäckare samt fjälligt bröst. Ansiktsteckningen är relativt kontrastlös, men notera beigefärgade öronfläckar, vit ögonring och mörk näbb.

## Utbredning och systematik
Brunpannad parakit delas in i två distinkta underarter:
- P. f. frontalis – förekommer i östra Brasilien (Bahia till Rio de Janeiro och norra São Paulo)
- P. f. chiripepe – förekommer i sydöstra Brasilien, sydöstra Paraguay och norra Argentina¨

## Levnadssätt
Brunpannad parakit hittas huvudsakligen i skogsområden, inklusive med inslag av Araucaria och till och med i större stadsparker. Den är en social fågel som vanligen ses i flock.

## Status
Arten har ett stort utbredningsområde och beståndet anses stabilt. Internationella naturvårdsunionen IUCN listar den därför som livskraftig (LC).

## Bilder

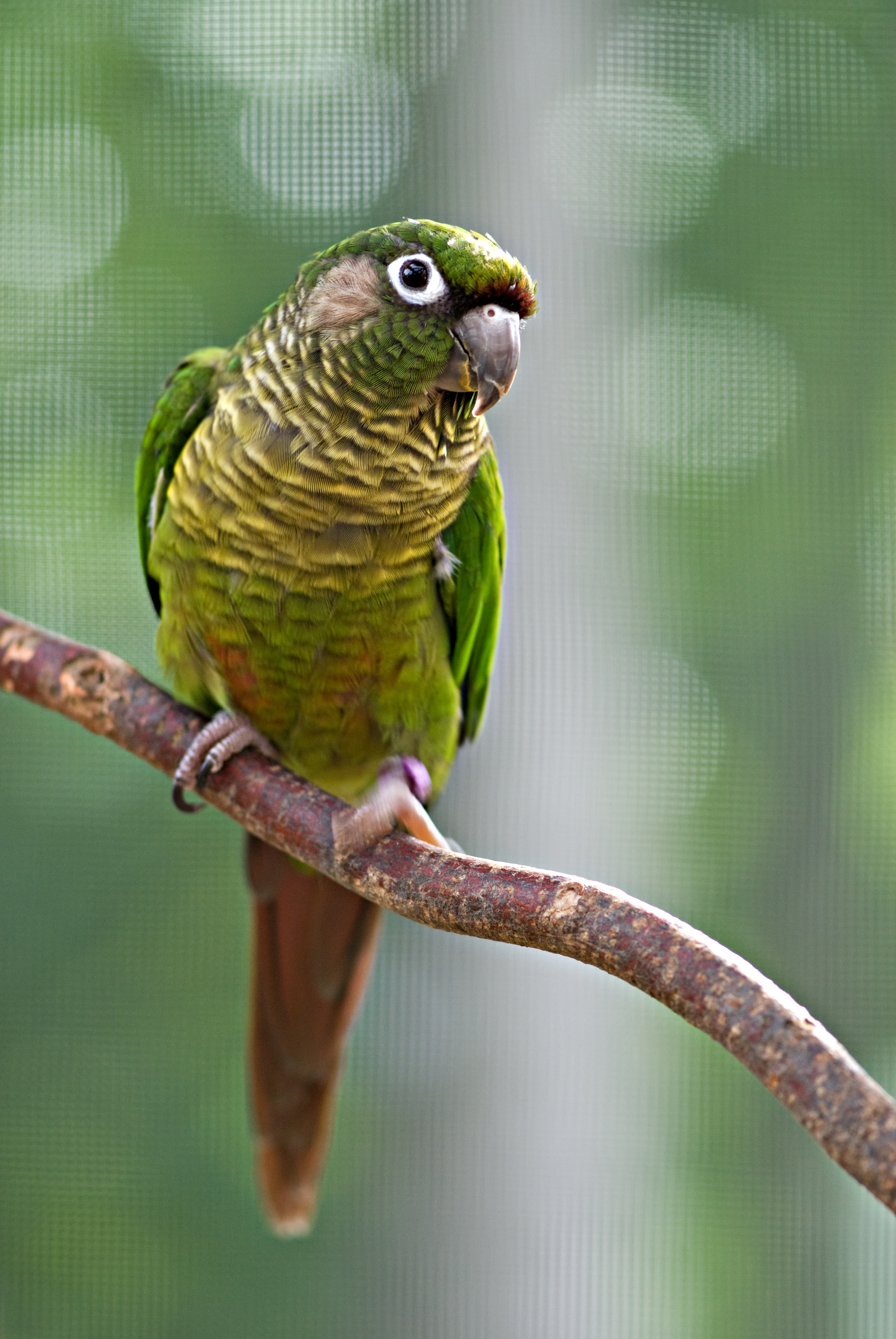
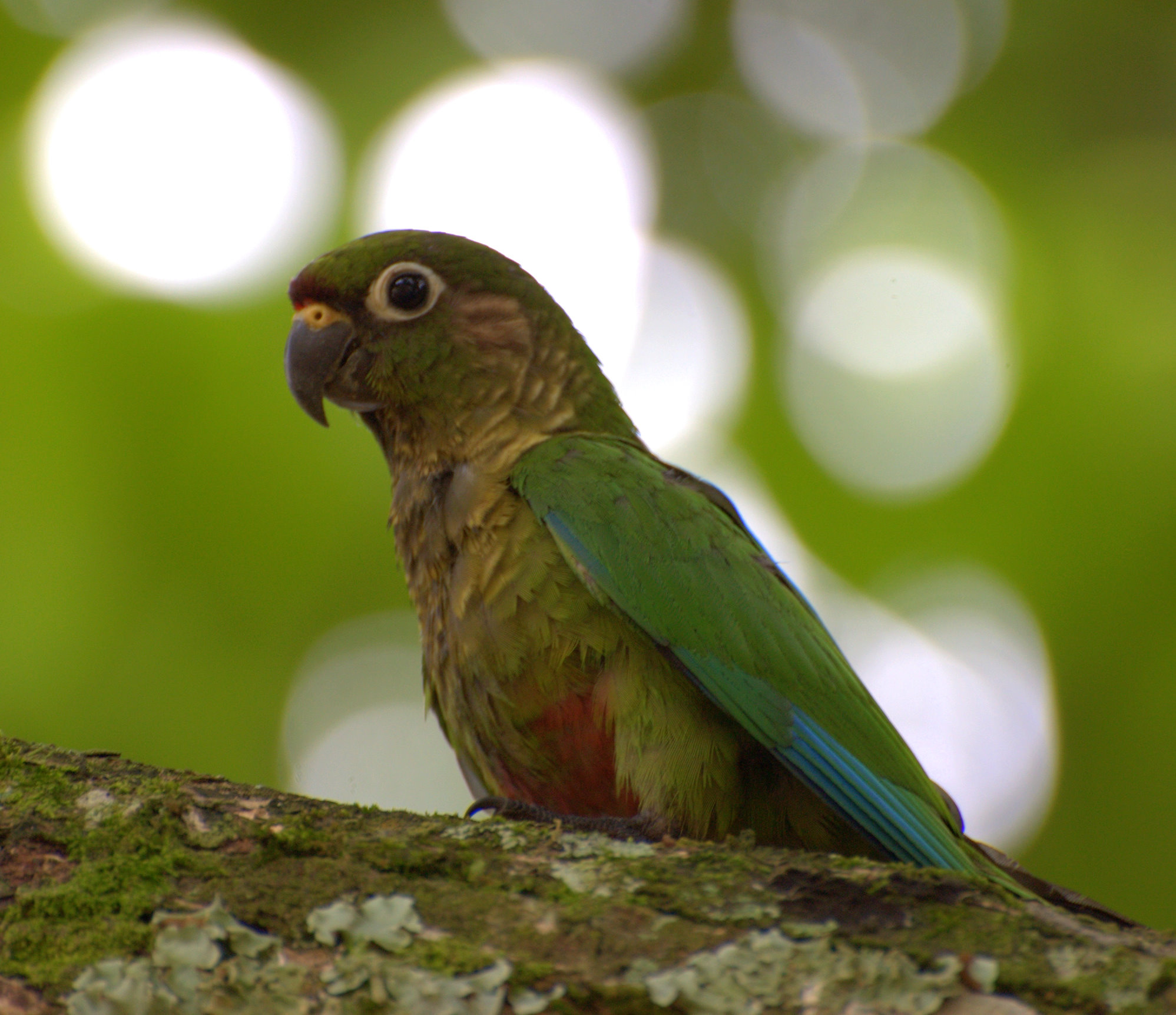
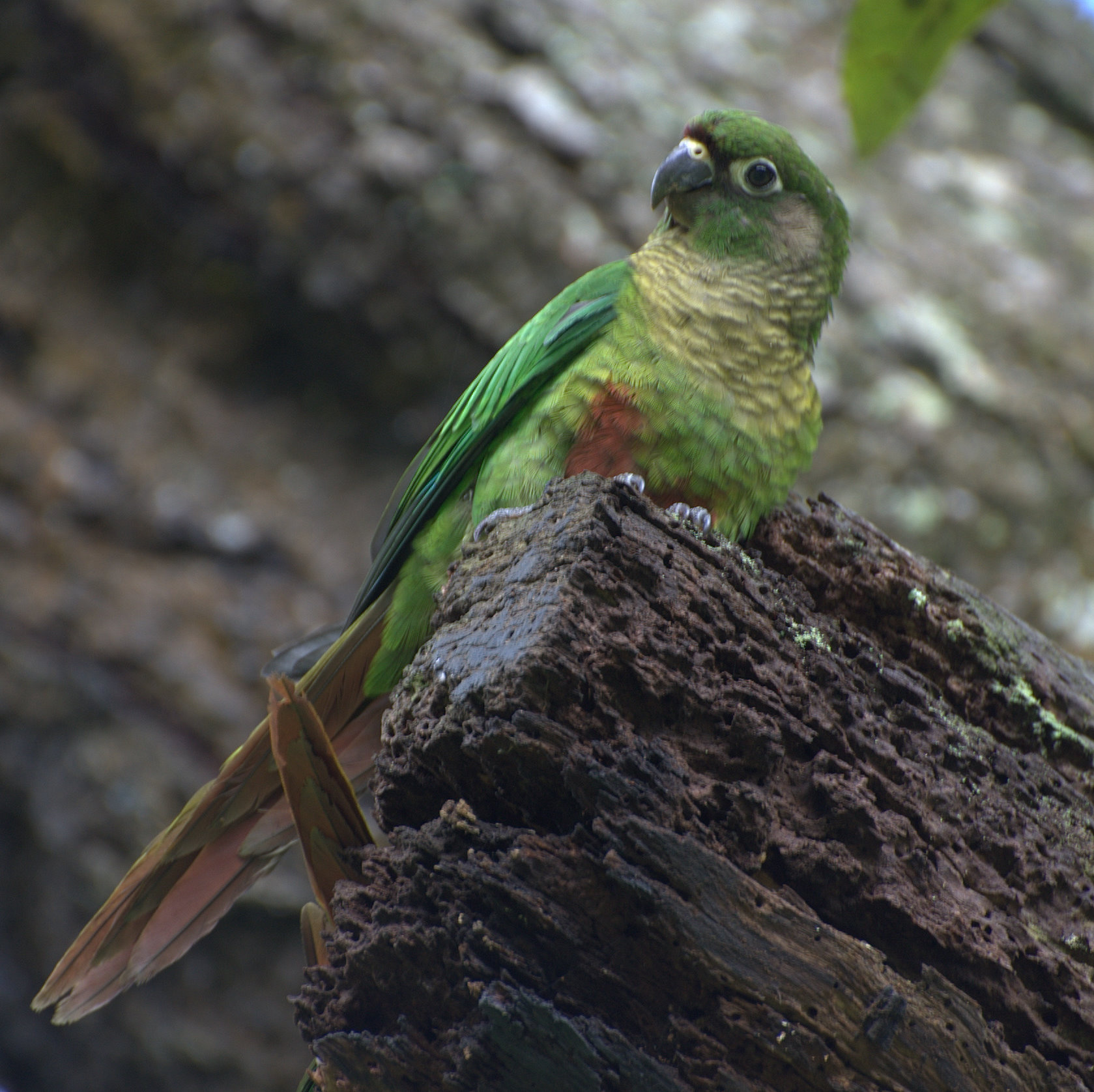
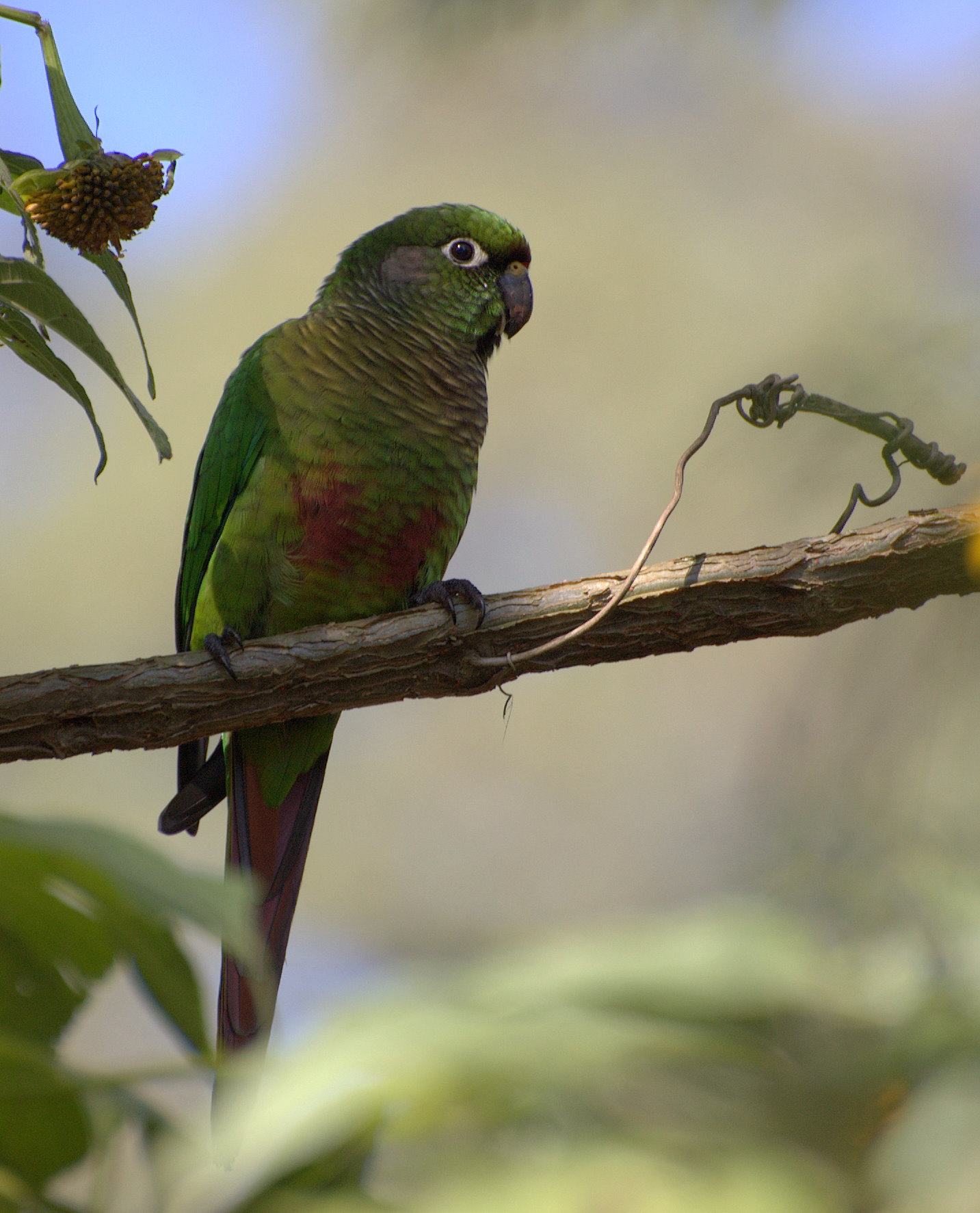
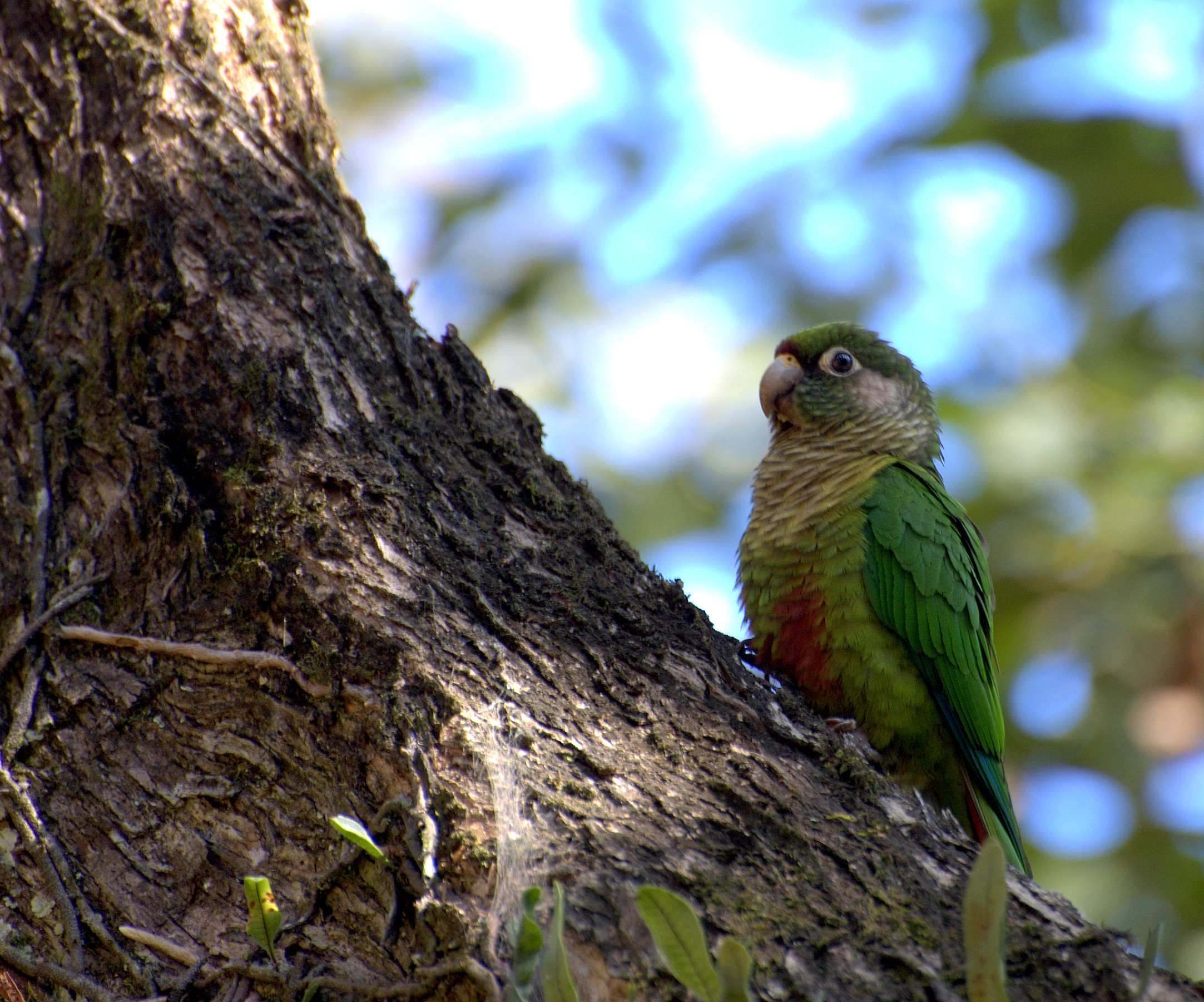
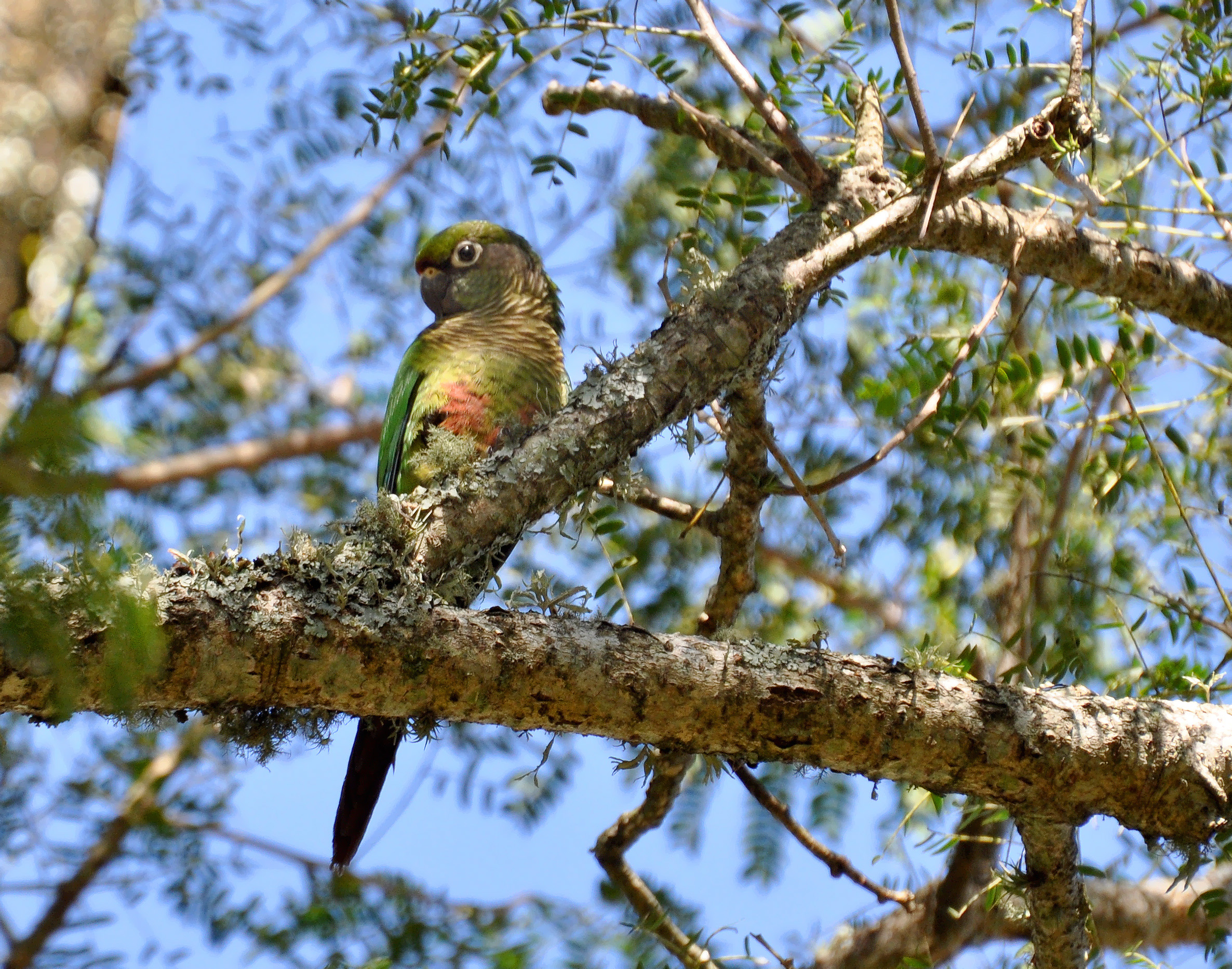
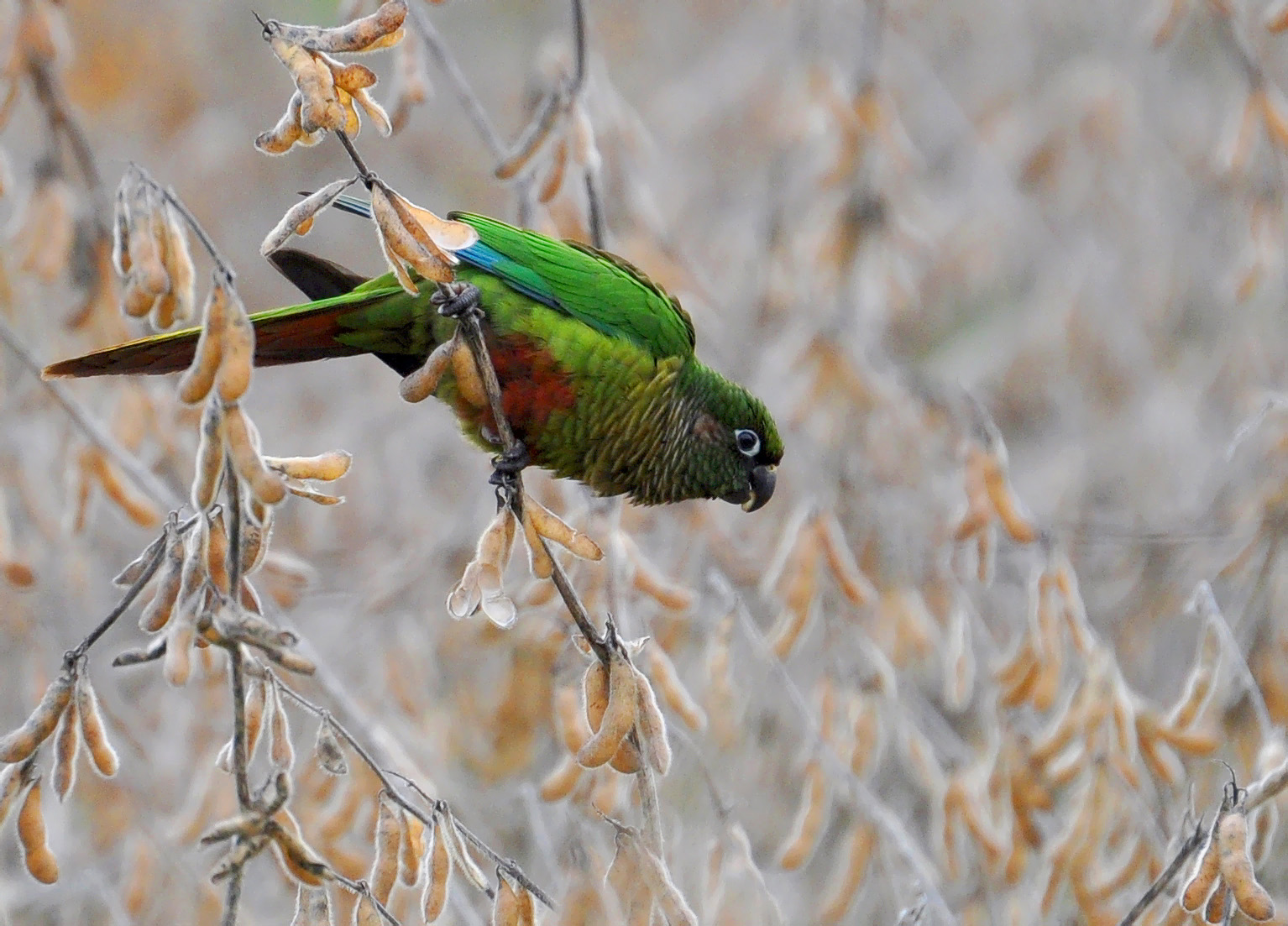
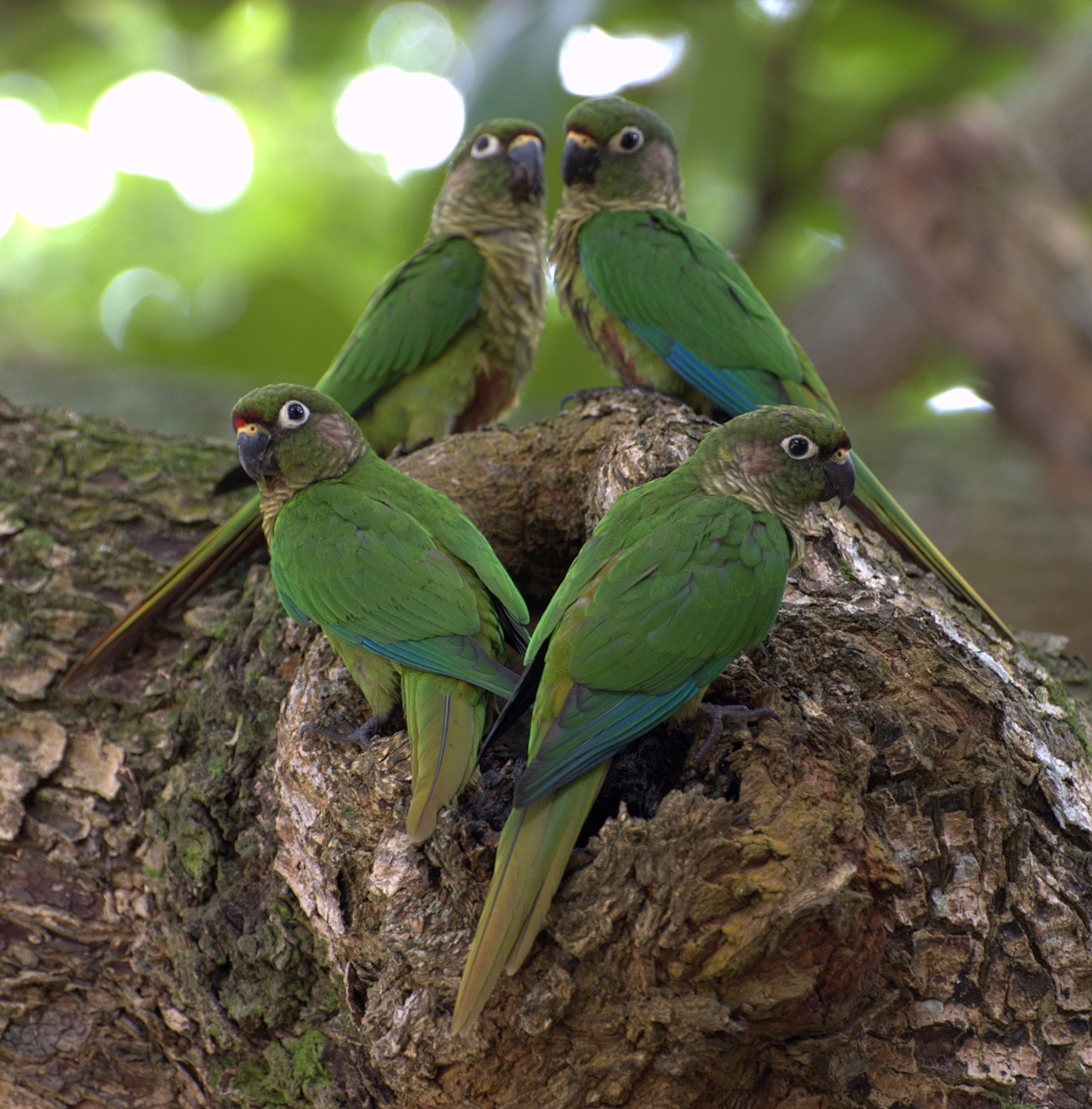